# 楊子玄
楊子玄（西班牙語：Jose Manuel Ovejero Marquez, 1968年5月27日—），舊漢名楊和曦，來自西班牙的武術家。師承伊魯山度之徒 Felipe Mercado。為在台灣少數經過伊魯山度系統認可的教練，同時也是台灣截拳道協會與台灣菲律賓武術協會的創立者暨理事長，擁有多重武術背景如截拳道、菲律賓武術、泰拳、詠春拳等等。

## 武術相關推廣
- 2008年5月18日成立台灣菲律賓武術協會
- 2011年5月22日成立台灣截拳道協會